# Бене Тлейлакс
Бене Тлейлакс (англ. Tleilaxu або Bene Tleilax) — вигадана раса всесвіту «Дюна» Френка Герберта. В основному проживають на рідній планеті «Тлейлаксу».

## Опис
Фанатично віддані своїй вірі, що базується на Шаріаті. Поділяються на машейхів (господарів) та лицеробів (слуг). Усіх чужинців називають повинда, що означає «невірні». Тлейлаксу є фахівцями в галузі генетики та генної інженерії. Геном вважають мовою бога. Тлейлаксу — основні постачальники штучно вирощених органів, крім того, тільки Бене Тлейлакс мали досвід створення гхол — людей, вирощених з мертвих клітин (аналог клонування, однак є можливість змінювати хід процесу, створюючи гхол за конкретним замовленням).

## Ватажок
Тілвіт Вафф — Гхола, Майстер Майстерів (махай), співпрацював з Бене Ґессеріт, але вступив у змову з Шановними матронами. Був вбитий під час нападу останніх на Аракіс.